# Stipa zuvantica
Stipa zuvantica är en gräsart som beskrevs av Nikolai Nikolaievich Tzvelev. Stipa zuvantica ingår i släktet fjädergrässläktet, och familjen gräs. Inga underarter finns listade i Catalogue of Life.